# آبشار بچلر
آبشار بچلر (به انگلیسی: Bechler Falls) آبشاری است که در پارک ملی یلوستون، ایالات متحده آمریکا واقع شده و ارتفاع کلی ریزشگاه آن ۱۵ فوت (۴٫۶ متر) است.